# Márton Sándor (játékvezető)
Márton Sándor (Budapest, 1952. november 16. – 2025. április 3. vagy előtte) magyar nemzetközi labdarúgó-partbíró, nemzeti labdarúgó-játékvezető. Polgári foglalkozása televíziós szerkesztő.

## Pályafutása

### Nemzeti játékvezetés
Játékvezetésből 1973-ban Budapesten, a VII. kerületi LSZ JB előtt vizsgázott. Vizsgáját követően a kerületi Labdarúgó-szövetség által üzemeltetett labdarúgó bajnokságokban kezdte sportszolgálatát. Minősítéssel a Budapesti Labdarúgó-szövetség (BLSZ) állományába került, ahol folyamatosan lépett előbbre. NB III-as bíróként az országos utánpótlás tagja lett. 
A Magyar Labdarúgó-szövetség (MLSZ) Játékvezető Testületének (JT) minősítésével előbb NB II-es, majd 1988-tól NB I-es játékvezető. Küldési gyakorlat szerint rendszeres partbírói szolgálatot is végzett. 1992-től partbírói szolgálatot vállalt. 
Az 1994-es labdarúgó világbajnokságot követően befejezte nemzetközi partjelzői tevékenységét. Kérelmére az MLSZ JT visszahelyezte NB I-es bírónak. A kérés teljesítésével, a magyar játékvezetés eredményességéért tett erőfeszítéseit méltatták. NB I-es mérkőzéseinek száma: 91 játékvezetőként és 222 asszisztensként.
| Időpont             | Helyszín                | Mérkőzés típusa          | Mérkőzés                                  | Eredmény |
| ------------------- | ----------------------- | ------------------------ | ----------------------------------------- | -------- |
| 1988. augusztus 17. | ZTE Aréna, Zalaegerszeg | első NB I-es mérkőzése   | Zalaegerszegi TE FC–Békéscsaba 1912 Előre | 0 – 0    |
| 1998. június 6.     | ZTE Aréna, Zalaegerszeg | utolsó NB I-es mérkőzése | Zalaegerszegi TE FC–Dunakanyar-Vác FC     | 2 – 0    |

Mottója: a játékvezető olyan partnere a küzdőknek, akinek nagyfokú megértéssel kell viseltetnie a felfokozott idegállapotban, a kenyérért harcoló futballistákkal szemben.[forrás?]

#### Nemzeti kupamérkőzések
Vezetett kupadöntők száma: 1.

##### Magyar labdarúgókupa
| Időpont         | Helyszín                         | Mérkőzés típusa   | Mérkőzés                         | Eredmény | Nézők száma |
| --------------- | -------------------------------- | ----------------- | -------------------------------- | -------- | ----------- |
| 1993. június 2. | Rohonci úti stadion, Szombathely | döntő 1. mérkőzés | Szombathelyi Haladás–Ferencváros | 1 – 1    | 18 000      |

### Nemzetközi játékvezetés
A Magyar Labdarúgó-szövetség JT terjesztette fel nemzetközi asszisztensnek, a Nemzetközi Labdarúgó-szövetség (FIFA) 1991-től tartotta nyilván asszisztensi keretében. Több nemzetek közötti válogatott és klubmérkőzésen segítette az oldalvonal mellett a működő játékvezető szolgálatát. Palotai Károly FIFA JB instruktor sportdiplomáciai tevékenységének köszönhető a kiemelkedő foglalkoztatása.Varga László partjelző társával sokáig Puhl Sándor állandó segítői voltak. A nemzetközi asszisztensi tevékenységtől 1994-ben visszavonult.

#### Labdarúgó-világbajnokság
Az 1994-es labdarúgó-világbajnokságon a FIFA JB asszisztensként (partbíróként) alkalmazta. Ez volt az első labdarúgó-világbajnokság, ahol ténylegesen külön tevékenykedtek a játékvezetők és a segítő partbírók. A partbírók még nem kapcsolódtak szorosan a delegált nemzeti játékvezetőjükhöz. Négy csoportmérkőzésre, az egyik negyeddöntőre és az elődöntőre kapott küldést. Partjelzői közreműködéseinek száma világbajnokságon: 6.

##### 1994-es labdarúgó-világbajnokság
| Időpont          | Helyszín                        | Mérkőzés típusa              | Mérkőzés               | Játékvezető        | Eredmény | Nézők száma |
| ---------------- | ------------------------------- | ---------------------------- | ---------------------- | ------------------ | -------- | ----------- |
| 1994. június 19. | RFK Stadion, Washington         | csoportmérkőzés (E. csoport) | Norvégia–Mexikó        | Puhl Sándor        | 1 – 0    | 52 393      |
| 1994. június 20. | RFK Stadion, Washington         | csoportmérkőzés (F. csoport) | Hollandia–Szaúd-Arábia | Manuel Díaz Vega   | 2 – 1    | 50 635      |
| 1994. június 28. | Silverdome Stadion, Pontiac     | csoportmérkőzés (B. csoport) | Brazília–Svédország    | Puhl Sándor        | 1 – 1    | 77 217      |
| 1994. július 2.  | RFK Stadion, Washington         | egyik nyolcaddöntő           | Spanyolország–Svájc    | Mario van der Ende | 3 – 0    | 53 121      |
| 1994. július 10. | Giants Stadion, East Rutherford | egyik negyeddöntő            | Bulgária–Németország   | José Torres Cadena | 2 – 1    | 72 000      |
| 1994. július 13. | Rose Bowl Stadion, Pasadena     | egyik elődöntő               | Brazilia – Svédország  | José Torres Cadena | 1 – 0    | 91 856      |

#### Olimpiai játékok
Az 1992. évi nyári olimpiai játékokon a Nemzetközi Labdarúgó-szövetség (FIFA) JB bírói szolgálatra alkalmazta. A magyar labdarúgást egyedül képviselte a tornán. Az olimpiai torna az 1994-es labdarúgó-világbajnokság asszisztensi foglalkoztatás főpróbája volt.

##### 1992. évi nyári olimpiai játékok
| Időpont            | Helyszín                        | Mérkőzés típusa              | Mérkőzés                                        | Játékvezető               | Eredmény | Nézők száma |
| ------------------ | ------------------------------- | ---------------------------- | ----------------------------------------------- | ------------------------- | -------- | ----------- |
| 1992. július 24.   | Luis Casanova Stadion, Valencia | csoportmérkőzés (B. csoport) | Spanyol U23-as labdarúgó-válogatott–Kolumbia    | Markus Merk               | 4 – 0    | 88 000      |
| 1992. július 27.   | Luis Casanova Stadion, Valencia | csoportmérkőzés (B. csoport) | Spanyol U23-as labdarúgó-válogatott–Egyiptom    | Márcio Rezende de Freitas | 2 – 0    | 15 000      |
| 1992. július 29.   | Luis Casanova Stadion, Valencia | csoportmérkőzés (B. csoport) | Spanyol U23-as labdarúgó-válogatott–Katar       | Arturo Angeles            | 2 – 0    | 19 300      |
| 1992. július 26.   | Luis Casanova Stadion, Valencia | csoportmérkőzés (C. csoport) | Marokkó–Dél-Korea                               | Arturo Angeles            | 1 – 1    | 2000        |
| 1992. július 30.   | Luis Casanova Stadion, Valencia | csoportmérkőzés (C. csoport) | Paraguay–Marokkói U23-as labdarúgó-válogatott   | Markus Merk               | 3 – 1    | 2000        |
| 1992. augusztus 1. | Luis Casanova Stadion, Valencia | egyik negyeddöntő            | Spanyol U23-as labdarúgó-válogatott–Olaszország | Márcio Rezende de Freitas | 1 – 0    | 38 000      |

## Sportvezetőként
Az MLSZ JB oktatási bizottság munkatársa, országos ellenőr, 2006-tól 2012-ig a JB irodavezetője.

## Írásai
Az MLSZ Játékvezető Bizottság (JB) oktatási anyagainak szerzője, társszerzője, a Játékvezető című szaklap egyik szerkesztője.

## Pozitív sztori
A BLSZ I. osztályban a Gamma pályán vezetett egy bajnoki mérkőzést, a találkozó végén a helyi edző gratulálás közben megjegyezte: Remélem, hamarosan eljut az élvonalba. Néhány évvel később, amikor élete első NB I-es mérkőzésén partbíróként tevékenykedett, ugyanaz a hang szólalt meg a háta mögött: Ugye megmondtam, hogy ide vezet majd az útja?. A hang gazdája az egykori Gamma-edző volt, akit úgy hívnak, hogy Verebes József.

## Szakmai sikerek
2013-ban 40 éves játékvezetői vizsgája alkalmából az MLSZ JB elnöke Berzi Sándor, ifj. emlékplakettet adott részére.

## Külső hivatkozások
- Márton Sándor. weltfussball.de. (Hozzáférés: 2015. október 9.)
- Márton Sándor. blogspot.hu. [2015. április 2-i dátummal az eredetiből archiválva]. (Hozzáférés: 2015. október 9.)
- Márton Sándor. szabolcsjb.hu. [2015. december 8-i dátummal az eredetiből archiválva]. (Hozzáférés: 2015. október 9.)
- Márton Sándor. nela.hu. (Hozzáférés: 2015. október 9.)
- Márton Sándor. focibiro.hu. (Hozzáférés: 2020. október 26.)

| Elődje: Drigán György | JB irodavezető 2006–2012 | Utódja: Gaál Gyöngyi |